# Nationalsozialistische Volkswohlfahrt
El Nationalsozialistische Volkswohlfahrt (NSV) —Bienestar social nacional socialista— fue una organización de asistencia social activa durante el Tercer Reich, basada en el modelo del Partido Nacionalsocialista Obrero Alemán. Creada en 1933, tenía su sede en un complejo de edificios en Wilmersdorf (Berlín).

## Historia
En 1939 el NSV prestaba ayuda a diecisiete millones de alemanes y la organización «proyectaba una poderosa imagen de cuidado y apoyo». Los nacionalsocialistas proporcionaron una plétora de programas de bienestar social bajo el concepto nazi del Volksgemeinschaft donde se promovía una idea de “comunidad popular” en que los ciudadanos se sacrificarían por el bien mayor. El NSV operaba «8000 guarderías infantiles» en 1939, y financió casas de vacaciones para madres, distribuyó alimentos adicionales para familias numerosas y participó con «una amplia variedad de otras actividades».
El NSV también otorgó seguros para vejez, suplementos del alquiler, beneficios para el desempleado y el discapacitado, casas de la vejez, préstamos libres de interés para las parejas casadas, junto con seguro médico, que no fue decretado obligatorio hasta 1941. Otras ramas del NSV, como la Oficina de Asistencia Institucional y Especial, era responsable de la ayuda a los viajeros en las estaciones de ferrocarril; ayuda para exconvictos; «apoyo a los reemigrantes del extranjero; asistencia para discapacitados físicamente; alivio para personas mayores, personas sin hogar y alcohólicos; y la lucha contra las drogas ilícitas y las epidemias». La Oficina de alivio de la juventud, que contaba con 30 000 sucursales en 1941, se encargó de supervisar «trabajadores sociales, capacitación correctiva, asistencia de mediación» y encargarse de ayudar a las autoridades judiciales para prevenir la delincuencia juvenil.

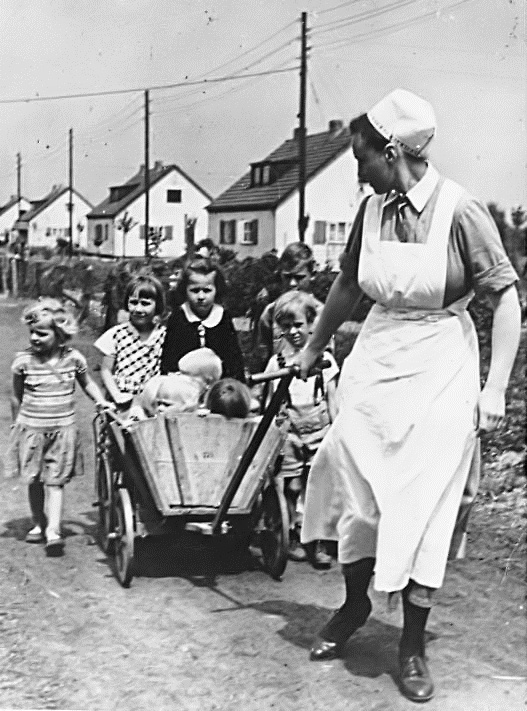
Enfermera del NSV con unos niños en 1943

Una de las actividades más importantes de la NSV fue el Winterhilfswerk des Deutschen Volkes (Auxilio de Invierno del Pueblo Alemán), que coordinó una campaña anual para recolectar para los pobres bajo el lema «Ninguno morirá de hambre ni se congelará». Estos programas de bienestar social representaban un esfuerzo hitleriano para levantar a la comunidad y al mismo tiempo promovía el bienestar de todos los ciudadanos. Como Hitler le dijo a un periodista en 1934, estaba decidido a dar a los alemanes «el nivel de vida más alto posible».
Durante la Segunda Guerra Mundial, el NSV asumió cada vez más responsabilidades gubernamentales, especialmente en los campos del trabajo infantil y juvenil. En un esfuerzo de ingeniería social, el NSV a menudo se negó a proporcionar ayuda a los judíos, ya que no pertenecían a la «comunidad del pueblo alemán».
Después de la derrota de la Alemania nazi en la Segunda Guerra Mundial, el gobierno militar aliado comenzó la desnazificación del país. El 10 de octubre de 1945, la conocida como «ley número cinco» prohibía el Partido Nazi mediante un decreto y disolvía todas sus ramas y organizaciones y, por tanto, el NSV. Las organizaciones de bienestar social tuvieron que establecerse nuevamente durante la reconstrucción de posguerra de Alemania Occidental y Oriental.